# ولنتاین (نبراسکا)
ولنتاین(به انگلیسی: Valentine) شهری در ایالت نبراسکا کشور ایالات متحده آمریکا است که جمعیت آن در سرشماری سال ۲۰۱۰ میلادی، ۲٬۷۳۷ نفر بوده‌است.